# Стуббекёбинг
Сту́ббекёбинг ( Stubbekøbing) — небольшой город с населением 2298 человек (2011). Находится в коммуне Гульборгсунн области Зеландия, на северо-восточном побережье острова Фальстер на юге Дании. Паромная переправа связывает Стуббекёбинг через пролив Грёнсунн с островом Богё.
До 1 января 2007 года Стуббекёбингом также называлась коммуна площадью 156 км², и населением 6786 жителей (2005). После муниципальной реформы 2007 года Стуббекёбинг входит в коммуну Гульборгсунн с территорией в 907 км² и населением 63 496 человек (2008).